# زيريان (كليبر)
زيريان هي قرية في مقاطعة كليبر، إيران. عدد سكان هذه القرية هو 179 في سنة 2006.